# Uebigau-Wahrenbrück
Uebigau-Wahrenbrück település Németországban, azon belül Brandenburgban. Lakosainak száma 5092 fő (2023. december 31.).

## Népesség
A település népességének változása:
| Lakosok száma | 5321 | 5245 | 5178 | 5159 | 5092 |
|               | 2017 | 2019 | 2021 | 2022 | 2023 |